# Зиргенштајн
Зиргенштајн (њем. Syrgenstein) општина је у њемачкој савезној држави Баварска. Једно је од 27 општинских средишта округа Дилинген ан дер Донау. Према процјени из 2010. у општини је живјело 3.578 становника. Посједује регионалну шифру (AGS) 9773170.

## Географски и демографски подаци
Зиргенштајн се налази у савезној држави Баварска у округу Дилинген ан дер Донау. Општина се налази на надморској висини од 485 метара. Површина општине износи 16,7 km². У самом мјесту је, према процјени из 2010. године, живјело 3.578 становника. Просјечна густина становништва износи 215 становника/km².